# Heinrich Alexander Stoll
Heinrich Alexander Stoll, eigentlich: Heinrich Joachim Friedrich Karl Hans Stoll (* 8. Dezember 1910 in Parchim; † 4. März 1977 in Potsdam) war ein deutscher Schriftsteller.

## Leben
Heinrich Alexander Stoll war der Sohn des Sergeanten im 2. Großherzoglich mecklenburgischen Dragoner Regiment Nr. 18, Heinrich Christian Stoll, und dessen Frau Frieda Henriette Louise, geb. Wandschneider. Er wurde am 22. Januar 1911 in der Garnisongemeinde Parchim getauft und wuchs in Mecklenburg-Schwerin auf. Nach dem Besuch des Gymnasiums studierte er von 1929 bis 1933 evangelische Theologie und Kunstgeschichte an den Universitäten in Erlangen und Rostock. Anschließend wirkte er als Vikar in Perlin bei Wittenburg, Ratzeburg, Neubukow und Wismar. Da er ein engagiertes Mitglied der Bekennenden Kirche war, wurde er 1935 vom Dienst suspendiert und erhielt Rede- und Veröffentlichungsverbot. Von 1936 bis 1943 hielt er sich in Dänemark, den Niederlanden, der Schweiz und in Italien auf. In Rom studierte er Klassische Archäologie und arbeitete als Korrespondent für ausländische Zeitungen. 1943 wurde er zum Dienst in einer Strafeinheit der Wehrmacht eingezogen. Mitte 1944 erlitt er eine schwere Verwundung, die ihn für den Rest des Krieges dienstuntauglich machte.
Nach dem Ende des Zweiten Weltkrieges lebte Stoll wieder in Parchim. 1945 wurde er Mitglied der Liberal-Demokratischen Partei Deutschlands und leitete die Ortsgruppe des Kulturbundes. 1946 wurde Stoll, vermutlich wegen kritischer Äußerungen über die sowjetische Besatzungsmacht, vom NKWD verhaftet; es folgte eine zweijährige Internierung im Neubrandenburger Speziallager Nr. 9 Fünfeichen. Nach der Entlassung war Stoll in der Landesleitung des Kulturbundes in Schwerin tätig. Im Zusammenhang mit einer angeblichen Denunziation seitens Stolls, die zur Verhaftung der Lehrerin und späteren Autorin Alexandra Wiese (1923–1995) durch den NKWD geführt hatte, wurde Stoll im November 1949 nach West-Berlin gelockt, dort verhaftet und wegen angeblicher Spitzeltätigkeit in Untersuchungshaft genommen. Nach Einstellung des Verfahrens kehrte Stoll nach Parchim zurück, wo LDPD und Kulturbund auf Distanz zu ihm gingen. Am 6. Januar 1950 verschwand er spurlos. Stoll wurde ohne Gerichtsverfahren zu zehn Jahren Zwangsarbeit in Sibirien verurteilt. Nach der vorzeitigen Entlassung aus der Haft in der Sowjetunion im Jahre 1953 kehrte Stoll erneut nach Parchim zurück und arbeitete als freier Schriftsteller. Nach einer erneuten Verhaftung und zweimonatigen Untersuchungshaft im Herbst 1957 wegen angeblicher Unzucht mit Minderjährigen verließ Stoll seine Heimatstadt; seit 1958 lebte er in Thyrow/Mark.
Stoll verfasste neben populärwissenschaftlichen Arbeiten zu Geschichte und Archäologie historische Romane und Erzählungen. Dabei war er bemüht, belletristische Darstellung mit wissenschaftlicher Exaktheit zu verbinden. Daneben war er als Herausgeber und Bearbeiter, insbesondere von deutschen und antiken Sagen, tätig. 

## Ehrungen
- 1963: Winckelmann-Medaille
- 1964: Medaille der Societá di Minerva, Triest
- 1966: Päpstliche Medaille 75 Jahre Rerum Novarum
- 1975: Theodor-Fontane-Preis des Bezirks Potsdam

## Publikationen
- Theodor Kliefoth als Kirchenführer, Göttingen 1936 (unter dem Namen Heinrich Stoll)
- Capri, Göttingen 1937
- Der Tod des Hypathos. Novelle, Leipzig 1942[3]
- Rebellion um Leveke, Leipzig 1955
- Der gute Plon, Berlin 1956 (zusammen mit Klaus Hallacz)
- Die Schlangenkrone, Berlin 1956 (zusammen mit Klaus Hallacz)
- Der Traum von Troja, Leipzig 1956
- Vom Räuber Viting und andere Sagen aus Mecklenburg und dem Spreewald, Berlin 1956 (zusammen mit Klaus Hallacz)
- Scherzo, Leipzig 1957
- Deutsche Heldensagen, Berlin
  - Bd. 1. Dietrich von Bern, 1958
  - Bd. 2. Kudrun und Nibelungen, 1960
- Der stralsundische Ratskutscher und andere deutsche Sagen, Berlin 1958 (zusammen mit Klaus Hallacz)
- Der Zauberer von San Silvestro, Berlin 1959
- Die Höhle am Toten Meer, Berlin 1960
- Laternenballade, Leipzig 1960
- Winckelmann, seine Verleger und seine Drucker, Berlin 1960
- Griechische Tempel, Leipzig 1961
- Die Brücke am Janiculus, Berlin 1962
- Johann Heinrich Voß, Berlin
  - Bd. 1. Der Junge aus Penzlin, 1962
  - Bd. 2. Der Löwe von Eutin, 1966
- Noch lebt der Hecht, Rostock 1962
- Der Ring des Etruskers, Berlin 1963
- Götter und Giganten, Berlin 1964
- Die Antike in Stichworten, Leipzig 1966 (zusammen mit Gerhard Löwe)
- Der Hexenbaum von Ulrichshusen, Berlin 1967
- Tod in Triest, Berlin 1968
- Stralsundische Geschichten, Berlin 1972
- Begegnungen im Zuge, Berlin 1981

## Herausgeberschaft
- Thomas Nugent: Die unterhaltsame Reise des Herrn Dr. Nugent durch Mecklenburg, Wismar 1936 (herausgegeben unter dem Namen Heinrich Stoll)
- Heinrich Schliemann: Abenteuer meines Lebens, Leipzig 1958
- Mordakte Winckelmann, Berlin 1965
- Gustav Schwab: Prometheus und andere griechische Sagen, Berlin 1967
- Herodot: Die Novellen und Anekdoten, Leipzig 1968
- Heinrich Schliemann: Auf den Spuren der Antike, Berlin 1974
- Entdeckungen in Hellas, Berlin 1979
- Gustav Schwab: Die Irrfahrten des Odysseus, Berlin 1981